# César Sanmartín Abán
César Sanmartín Abán (Barcelona, 19 d'octubre de 1975) és un exjugador de bàsquet. Amb 1.98 metres d'alçada, jugava en la posició aler.
Es forma com a jugador a la Cantera de l'Escola Safa Claror de Barcelona i en la del Joventut Badalona. Des de la temporada 1994-95 forma part de la primera plantilla del Joventut de Badalona, equip en el qual guanya la Copa del Rei de l'any 1997. Jugaria un total de 392 partits en la Lliga ACB durant 13 campanyes, fent una mitjana de 7,2 punts en 21 minuts de joc. A la recta final de la seva carrera jugaria en el Club Bàsquet Atapuerca de la Lliga LEB, jugant dues temporades, i també un breu pas pel CB Prat.
Des de la temporada 2017-2018, és el coordinador de les categories superiors del club Básquet SAFA Claror de Barcelona.